# Zori de zi (roman)
Zori de zi este un roman despre vampiri pentru tineri, scris de autoarea Stephenie Meyer și publicat pentru prima oară în SUA în 2008. Este al patrulea și ultimul roman din seria Amurg, și este împărțit în trei „cărți” sau secțiuni, prima și a treia carte fiind povestite din punctul de vedere al protagonistei Bella Swan, iar a doua fiind istorisită din punctul de vedere al lui Jacob Black.
Romanul a vândut 1.3 milioane de exemplare în primele 24 de ore de la lansare, stabilind astfel un record pentru editura Hachette Book Group USA

## Subiectul

### Cartea întâi: Bella
Începe cu căsătoria lui Edward și a Bellei care are loc în cadrul unei ceremonii organizate de Alice. Jacob Black se întoarce cu prilejul nunții, și, deși încă rănit, îi spune Bellei că vrea doar ca ea să fie fericită. După ceremonie, Edward și Bella se îndreaptă către Insula Esme, un dar oferit de către Carlisle soției sale. Ei fac dragoste, dar acest fapt naște un conflict între ei. Vânătăile de pe corpul Bellei îl determină pe Edward să refuze să mai facă dragoste cu soția lui până când aceasta nu va fi transformată în vampir. Rugămințile Bellei îl fac însă să își schimbe părerea. La scurt timp, Bella începe să se simtă rău și își dă seama că e gravidă. Speriat de dezvoltarea rapidă a fetusului și de posibilul impact pe care acest lucru l-ar avea asupra Bellei, Edward o duce la Carlisle pentru un avort. Însă Bella e decisă să păstreze copilul și îi cere sprijinul lui Rosalie, sora lui Edward, știind că aceasta și-a dorit mereu un copil.

### Cartea a doua: Jacob
Jacob află că Bella este însărcinată, și că sarcina a adus-o într-o stare îngrozitoare de epuizare. Vârcolacii, văzând în copilul nenăscut al Bellei o amenințare, iau decizia să atace familia Cullen și să omoare atât pe Bella cât și pe copil. Simțind că așa ceva ar fi nedrept, Jacob se opune deciziei luate de Sam, liderul grupului, și, invocându-și dreptul de Alpha, se retrage din haită. El este însoțit de frații Leah și Seth Clearwater, și toți trei ajută familia Cullen să o protejeze pe Bella.
După aproximativ o lună de sarcină, copilul ajunge la maturitate și Jacob hotărăște să îl ucidă imediat ce se va naște. Bella aproape că moare în timpul nașterii, însă Edward reușește să o salveze injectându-i propriul său venin în inimă. Pe parcursul transformării lente și dureroase a Bellei în vampir, Jacob formeaza o legatura în mod involuntar în cu fiica Bellei, Reneesme.

### Cartea a treia: Bella
Cartea a treia e povestită din nou din perspectiva Bellei, primele capitole fiind consacrate descrierii noilor abilități ale eroinei în calitate de proaspăt vampir. Lucrurile se precipită însă când Irina, un vampir din clanul Denali o vede pe Renesmee, fiica celor doi, crede în mod greșit că aceasta este un „copil nemuritor”, fapt ce ar încălca grav regulile lumii vampirilor, și pleacă să informeze clanul Volturi. Într-o încercare de a salva copilul, familia Cullen adună vampiri din toată lumea pentru a le sta drept mărturie că Renesmee nu poate fi un copil vampir. La o lună după apariția Irinei în Forks, clanul Volturi sosește pentru a pedepsi familia Cullen, însă, atunci când descoperă că au fost greșit informați, o execută imediat pe Irina pentru greșeala ei. Ei rămân însă indeciși asupra faptului dacă Renesmee ar trebui să fie tratată ca o amenințare la adresa lumii vampirilor sau nu. Alice și Jasper, care își părăsiseră familia înainte de confruntare, se întorc la timp cu Nahuel, o ființă de 150 de ani jumătate om, jumătate vampir ca și Renesmee. El demonstrează că ființele ca el nu prezintă nicio amenințare și Volturi sunt siliți să plece, iar Edward și Bella își câștigă dreptul la o existență tihnită alături de fiica lor.

## Coperta și semnificația titlului. Renesmee

Coperta ediţiei în limba engleză a cărţii „Zori de zi”

Coperta reprezintă o metaforă în privința progresului Bellei de-a lungul seriei; ea începe prin a fi cel mai slab element din poveste, pionul, și sfârșește prin a fi cel mai puternic, regina. Titlul se referă la debutul vieții Bellei ca vampir.
În ceea ce privește numele straniu al lui Renesmee, Meyer a scris „Nu puteam să îi spun Jennifer sau Ashley. Cum numești cel mai deosebit copil din lume? M-am uitat pe multe site-uri cu nume de copii. În cele din urmă am realizat că nu exista niciun nume omenesc potrivit pentru ceea ce îmi doream, așa că am inventat unul.”

## Forever Dawn
Inițial, Meyer a scris o carte denumită Forever Dawn, care era o  urmare directă a evenimentelor din Amurg. Firul narațiunii rămânea în mare același, atât doar că romanul era narat în întregime din punctul de vedere al Bellei, nu se punea prea mult accent pe prezența lui Jacob și a vârcolacilor, Victoria și Laurent erau amândoi în viață, și exista și un epilog. Meyer a declarat că s-ar putea să posteze cândva câteva părți din această lucrare nepublicată. „Sunt câteva lucruri despre care membrii familiei mi-au spus că le-au simțit lipsa [în serie] așa că voi începe de acolo.”, a adăugat ea.

## Lansarea romanului
Revista Entertainment Weekly a lansat o mică parte din Zori de zi pe 30 mai 2008. Stephenie Meyer a postat pe site-ul ei în fiecare zi timp de trei săptămâni până la lansarea cărții un 'citat al zilei' din Zori de Zi. Primul citat a fost postat pe data de 12 iulie 2008. Primul capitol din Zori de zi a fost lansat într-o ediție specială a romanului Eclipsa. Zori de zi a fost lansat oficial pe 2 august 2008 și o petrecere specială de lansare a avut loc în multe librării.

## Critici
Au fost în majoritate negative.
- Publishers Weekly a menționat că problema principală era că „fiecare primește ceea ce vrea [...] Nimeni nu trebuie să renunțe la nimic sau să sufere decât temporar - cu alte cuvinte, s-a zis cu grandoarea.”[8]
- Jurnalista Sara Rose a scris că fanii seriei vor fi încântați de „personajele atrăgătoare, umorul deosebit, obsesia cu privire la frumusețe, focalizarea pe emoții”, însă a menționat că „cititorii obișnuiți s-ar putea să fie dezamăgiți [...] din cauza lipsei acțiunii.”[9]
- The Independent a descris cartea drept „șocantă, de prost gust, groaznic de discriminatorie” adăugând că „Bella Swan trăiește pentru a servi bărbații și pentru a suferi.” [10]
- Entertainment Weekly a notat Zori de zi cu un D, criticând aspru scena nașterii și pasiunea obsesivă a Bellei pentru Edward, ca și lipsa ei de alte scopuri în viață.[11]
- The Washington Post a făcut comentarii de genul „...Meyer a înfipt un țăruș direct în inima prea-iubitei ei creații” și „Zori de zi are o secvență de naștere care ar putea să inducă abstinența pe viață la tipurile mai sensibile”[12].
- Una dintre puținele critici apreciative a apărut în  The Daily News Tribune, un ziar dintr-un orășel, în care Margaret Smith a scris „Ai putea și tu să te îndrăgostești de suspansul și de sensibilitatea mișcătoare - și de cuplul neobișnuit care se luptă să găsească lumina în lumea lor înconjurată de întuneric.”[13].

Nici fanii nu au fost foarte mulțumiți de Zori de zi. Meyer a denumit aceste reacții „efectul Rob”; ea este de părere că fanii au nevoie de timp pentru a aceepta sfârșitul cărții Zori de zi, la fel cum au avut nevoie de timp pentru a accepta alegerea lui Robert Pattinson pentru rolul lui Edward în filmul Amurg.

## Adaptarea cinematografică
Momentan, nu există planuri oficiale pentru o adaptare cinematografică, deși Summit Entertainment, studiol care a produs filmul Amurg, a anunțat că a obținut drepturile de ecranizare pentru toate celelalte trei cărți din serie, inclusiv pentru Zori de zi Meyer este de părere că dacă Zori de zi va fi ecranizată, vor trebui să fie făcute două filme, deoarece „e greu să îmi imaginez acțiunea comprimată în nouăzeci de minute. Cartea e atât de lungă!”. Ea a menționat de asemenea că Renesmee este un impediment major în calea realizării filmului, explicând că nicio actriță nu ar putea să o joace.
Prima parte din filmul Zori de Zi va avea marea premiera pe 18 noiembrie 2011(in S.U.A),iar a doua partea a filmului va avea premiera pe 16 noiembrie 2012(de asemenea tot in S.U.A).Actrita care va juca rolul lui Renesmee este o frumoasa tanara in varsta de 11 ani,Mackenzie Foy.